# معدن‌کاری در کره شمالی
معدن‌کاری در کره شمالی برای اقتصاد این کشور حایز اهمیت است. کره شمالی از نظر طبیعی سرشار از فلزاتی چون منیزیت، روی، تنگستن، و آهن است؛  و منابع منیزیت آن ۶ میلیارد تن (دومین ذخایر بزرگ جهان), مخصوصاً در استان‌های استان هامگیونگ و چاگانگ است. به هر روی، به دلیل کمبود برق و ابزارهای مناسب و پایگاه صنعتی تاریخ گذشته در کشور این‌ها نمی‌توانند به حد کافی معدنکاری شود. ذخیره‌های زغال سنگ، سنگ آهن، و منگنیت از دیگر کالاهای معدنی بزرگتر است. ابتکارات مشترک معدنی با کشورهای دیگر شامل چین، کانادا، مصر و کره جنوبی می‌شود.